# Palmas del Socorro
Palmas del Socorro è un comune della Colombia facente parte del dipartimento di Santander.